# Oberlarg
Oberlarg település Franciaországban, Haut-Rhin megyében. Lakosainak száma 136 fő (2022. január 1.). Oberlarg Liebsdorf, Courtavon, Levoncourt, Winkel és Lucelle községekkel határos.

## Népesség
A település népességének változása:
| Lakosok száma | 147  | 138  | 145  | 138  | 139  | 140  | 139  | 137  | 136  |
|               | 2013 | 2015 | 2016 | 2017 | 2018 | 2019 | 2020 | 2021 | 2022 |